# Louis Eugène Sieffert
Louis Eugène Sieffert, né le 20 mars 1842 à Paris et mort le 26 mai 1929 à Sèvres, est un peintre français.

## Biographie
Louis Eugène Sieffert est le fils de Louis Sieffert, albatrier et d'Élisabeth Sieffert.
Élève de M. Grehant, L. Lequien et Popelin, il expose au Salon à partir de 1861.
Il épouse en 1864, à Paris, Annette Eugénie Perrot (1843-1923). Leur fils Paul Sieffert obtiendra le prix de Rome de peinture.
Peintre sur porcelaine comme son épouse, il réalise également des miniatures, des émaux et faïences, ainsi que des aquarelles.

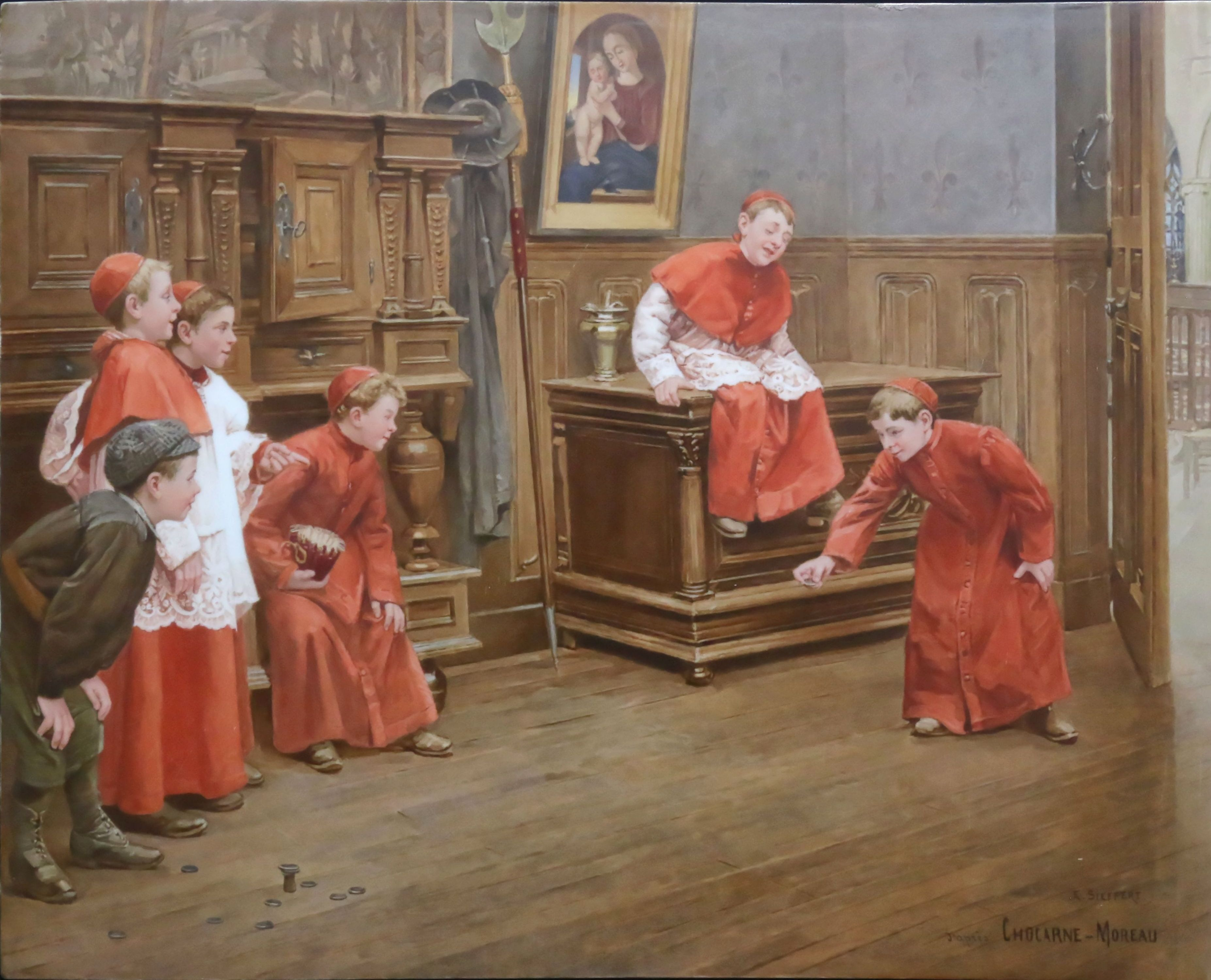
Peinture sur plaque de porcelaine d'après un tableau de Paul Chocarne-Moreau

Il meurt à son domicile de Sèvres à l'âge de 87 ans.